# Wang Haibo
Dans ce nom, le nom de famille, Wang, précède le nom personnel.
Wang Haibo, (en chinois : 王海波), né le 23 septembre 1965, à Qingdao en Chine, est un ancien joueur chinois de basket-ball. Il évolue durant sa carrière au poste de pivot.